# Израильско-норвежские отношения

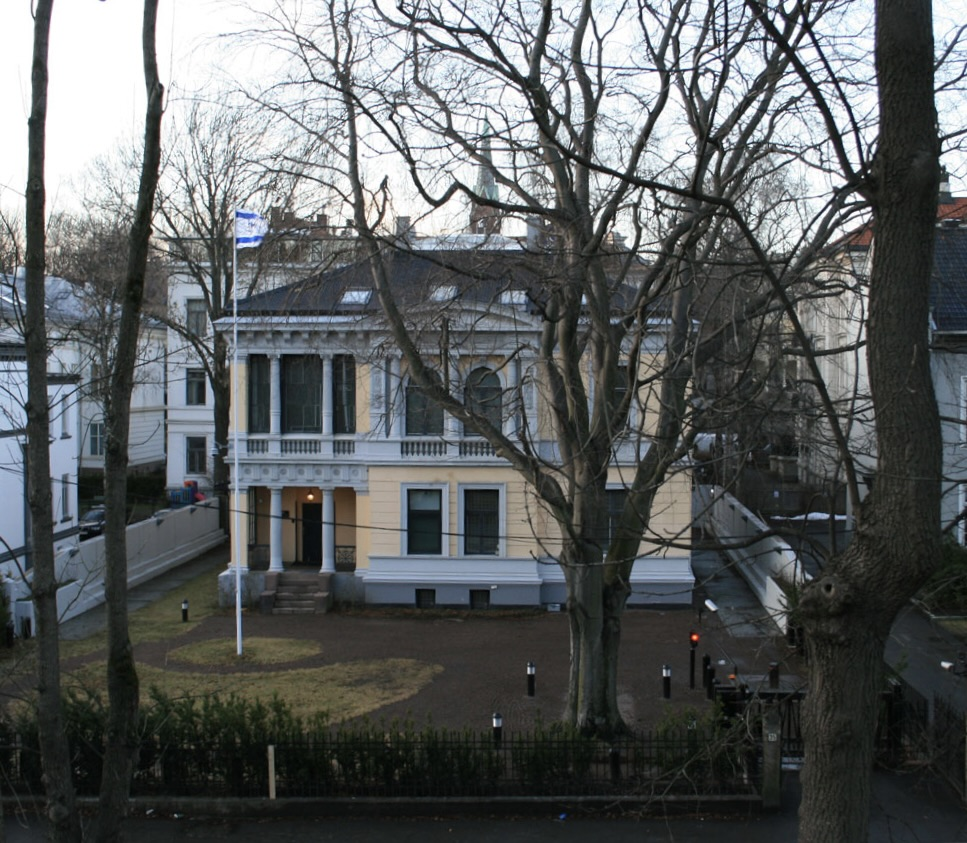
Израильское посольство в Осло, Норвегия

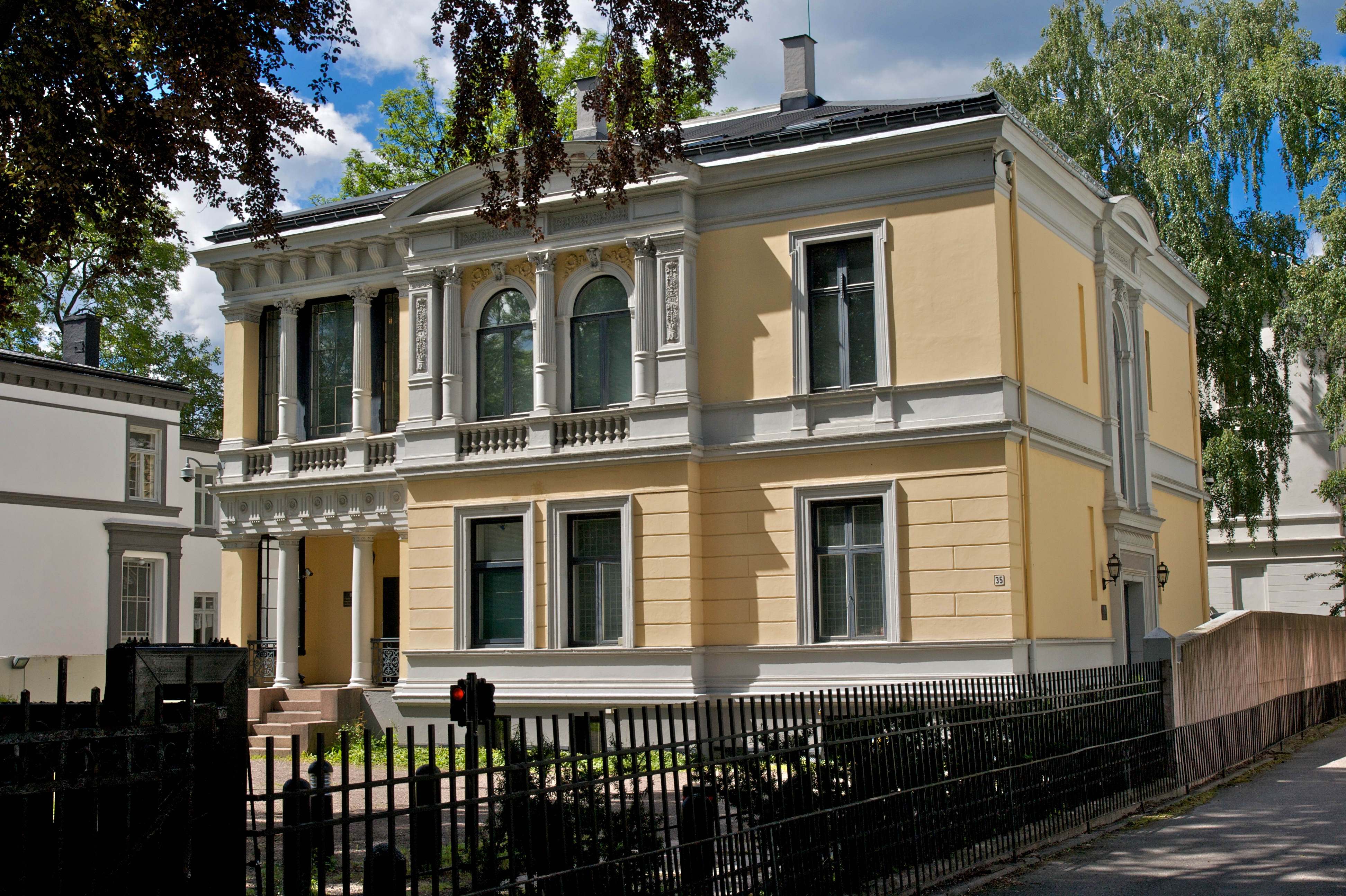
Израильское посольство в Осло, Норвегия

Израильско-норвежские отношения — двусторонние международные отношения между Израилем и Норвегией. Норвегия была одной из первых стран, признавших Израиль 4 февраля 1949 года. Оба государства установили дипломатические отношения в этом же году. У Израиля есть посольство в Осло, которое работает на Норвегию и Исландию. У Норвегии есть посольство в Тель-Авиве и два почётных консульства — в Эйлате и Хайфе. 553 израильтянина проживают в Норвегии, а 260 норвежцев живут в Израиле.

## Политические отношения

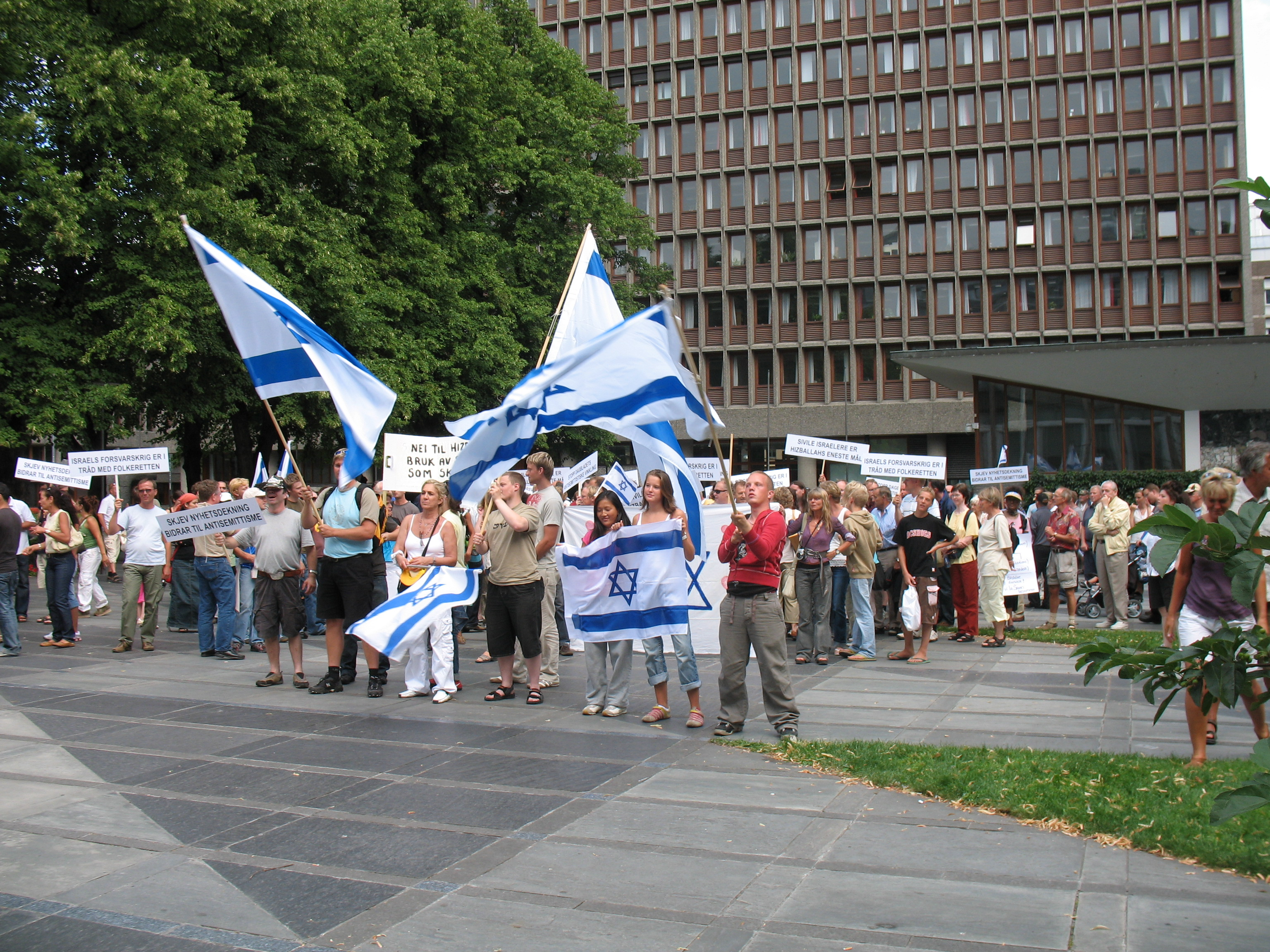
Организация With Israel for Peace (MIFF) (С Израилем за мир), Осло

В 1981 году группа союза рабочих основала организацию «Друзья Израиля» в Норвежском Движении рабочих (норв. Venner av Israel i Norsk Arbeiderbevegelse). Целью было укрепить связи между норвежским и израильским рабочим движением в неформальной и личной обстановке. Это было сделано путем обмена делегациями из обеих стран.
Посол Израиля в Осло — израильский друз, поэт и университетский преподаватель, Наим Араиди. Его заместитель был Джордж Дик, араб-христианин из Яффо. Джордж Дик стал поверенным в делах в посольстве до тех пор пока новый посол Рафаэль Шульц не возглавил миссию летом 2014 года.
Глава третьей по величине политической партии Норвегии Сив Йенсен является последовательным сторонником Израиля и заявляет, что «не боится защищать право Израиля защищать себя.» Она посещала израильский город Сдерот летом 2008 года и сама видела, как ракета ХАМАС упала на израильской территории. Тогда она заявила, что ей и другим пришлось «бежать в бомбоубежище». Она твердо противостоит решению норвежского правительства признать Хамас, как она говорит: «вы не ведете переговоров с террористами, вы просто не делаете этого.» В январе 2009 года она появилась на демонстрации под названием «Let Israel live» (Позвольте Израилю жить) в Осло. Служба безопасности норвежской полиции боялась, что Йенсен может стать целью атаки, хотя сама она об этом не волновалась. В то время как политологи гадали, что Партия Прогресса потеряет больше избирателей, чем приобретет из-за сильной поддержки Израиля, результаты опросов показали, небольшое увеличение числа поддерживающих эту партию.
В октябре 2018 года ливанская газета «Аль-Ахбар» сообщила, что Норвегия выразила желание выступить посредником на переговорах между Израилем и движением ХАМАС. Это сообщение перепечатали как палестинские, так и израильские СМИ. Норвегия уже принимала участие в мирном урегулировании ранее, в частности в т. н. «Сделка Шалита».
В марте 2019 года Израиль посетила глава норвежского МИДа Ине Мари Эриксен Сёрейде. Министр встретилась со своим коллегой Исраэлем Кацем, с которым она обсудила развитие двусторонних отношений, борьбу с терроризмом, сотрудничество между двумя странами в области добычи нефти и газа, технологий и научных исследований.
В августе 2022 года министр иностранных дел Норвегии Анникен Хюитфельд посетила Израиль. Премьер-министр Яир Лапид отказался встречаться с ней из-за принятого за два месяца до этого решения норвежского правительства маркировать товары, производимые в еврейских поселениях.
В конце мая 2024 года, на фоне войны Израиля с ХАМАС, Норвегия признала Государство Палестину. Вследствие этого и других дипломатических шагов Норвегии, израильский министр иностранных дел Исраэль Кац распорядился аннулировать дипломатический статус 8 сотрудников посольства Норвегии в Израиле, представлявших Норвегию в Палестинской автономии. Кац охарактеризовал политику Норвегии как «экстремистскую, одностороннюю и антиизраильскую». Согласно его заявлению, «Норвегия решила наградить насильников и убийц ХАМАСа признанием палестинского государства. Не удовлетворившись этим, Норвегия присоединилась к антиизраильскому иску в Международном уголовном суде <…> Норвегия проводит одностороннюю пропалестинскую политику».

## Военное сотрудничество

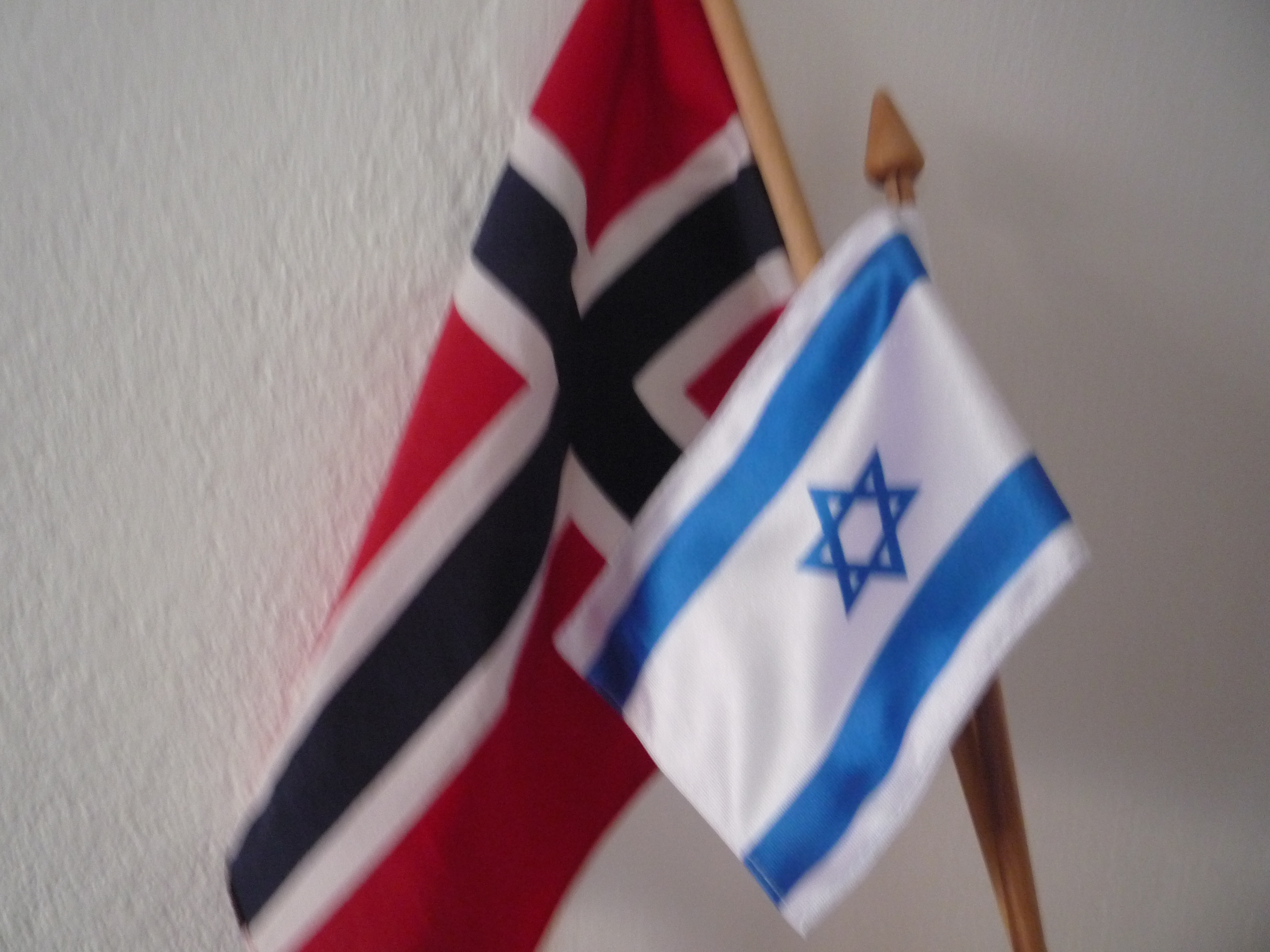
Флаг Израиля и Норвегии в Норвежском доме

По сообщениям СМИ в израильской армии служат некоторое число норвежских военных. В 2007 году 24 норвежских еврея были зарегистрированы как сотрудники ЦАХАЛа.
В сентябре 2010 года после того, как Германия начала тестирование двух новых субмарин класса Дельфин для израильских ВМФ, Норвегия наложила вето на тестирование их в своих территориальных водах из-за их возможного будущего участия в блокаде Сектора Газа.

## Торговые отношения
В ноябре 2018 года израильский министр экономики Эли Коэн посетил Швейцарию, где помимо прочего подписал договор о расширении соглашения о свободной торговле со странами Европейской ассоциации свободной торговли (ЕАСТ) — Швейцарией, Норвегией, Исландией и Лихтенштейном. Первый договор между Израилем и ЕАСТ был подписан в 1992 году, а настоящее расширение распространяется в том числе на снижение и отмену пошлин на свежие и переработанные продукты питания.
В июне 2022 года правительство Норвегии приняло решение об особой маркировке продуктов питания, производимых в израильских поселениях Иудеи и Самарии и экспортируемых в Европу.